# Punta Misiones
Punta Misiones är en udde i Antarktis. Den ligger i Västantarktis. Argentina, Chile och Storbritannien gör anspråk på området.
Terrängen inåt land är huvudsakligen kuperad, men åt nordost är den platt. Havet är nära Punta Misiones åt nordväst. Trakten är obefolkad. Det finns inga samhällen i närheten.